# ليا كيرشمان
ليا كيرشمان (بالإنجليزية: Leah Kirchmann) مواليد 30 يونيو 1990 في وينيبيغ، هي درّاجة كندية في صنف سباق الدراجات على الطريق. شاركت في دورة الألعاب الأولمبية الصيفية.

## سباقات أو مراحل فاز بها
| التاريخ       | السباق                                                          | المركز                                         |
| ------------- | --------------------------------------------------------------- | ---------------------------------------------- |
| 13 يونيو 2010 | جائزة غاتينو الكبرى للدراجات 2010                               | السادس في التصنيف العام                        |
| 21 مايو 2011  | جائزة غاتينو الكبرى للدراجات 2011                               | الرابع في التصنيف العام                        |
| 21 يونيو 2013 | سباق الطريق للسيدات في بطولة كندا لسباق الدراجات 2013           |                                                |
| 08 يوليو 2013 | 2013 White Spot / Delta Road Race (women's race)                | الفائز في التصنيف العام                        |
| 13 يوليو 2013 | Gastown Grand Prix (women) 2013                                 | الفائز في التصنيف العام                        |
| 01 يناير 2014 | 2014 North Star Grand Prix Women                                |                                                |
| 01 يناير 2014 | Gastown Grand Prix (women) 2014                                 | الفائز في التصنيف العام                        |
| 06 أبريل 2014 | Redlands Bicycle Classic (women) 2014                           |                                                |
| 26 أبريل 2014 | Omloop van Borsele 2014                                         | الرابع في التصنيف العام                        |
| 06 يونيو 2014 | Chrono Gatineau Woman 2014                                      | الثاني في التصنيف العام                        |
| 07 يونيو 2014 | جائزة غاتينو الكبرى للدراجات 2014                               | السابع في التصنيف العام                        |
| 26 يونيو 2014 | سباق الطريق ضد الساعة للسيدات في بطولة كندا لسباق الدراجات 2014 | الفائز في التصنيف العام                        |
| 27 يونيو 2014 | سباق الطريق للسيدات في بطولة كندا 2014                          | الفائز في التصنيف العام                        |
| 06 يوليو 2014 | 2014 White Spot / Delta Road Race (women's race)                | الفائز في التصنيف العام                        |
| 10 مايو 2015  | طواف أمجين كاليفورنيا للسيدات 2015                              | الأول في تصنيف النقاط، الثاني في التصنيف العام |
| 25 يونيو 2015 | سباق الطريق ضد الساعة للسيدات في بطولة كندا لسباق الدراجات 2015 |                                                |
| 26 يونيو 2015 | سباق الطريق للسيدات في بطولة كندا لسباق الدراجات 2015           |                                                |
| 12 يوليو 2015 | 2015 White Spot / Delta Road Race (women's race)                |                                                |
| 01 يناير 2016 | طواف العالم للدراجات للسيدات 2016                               |                                                |
| 13 مارس 2016  | درينتشت آخت فان ويسترفيلد 2016                                  | الفائز في التصنيف العام                        |
| 25 يونيو 2016 | سباق الطريق للسيدات في بطولة كندا لسباق الدراجات 2016           |                                                |
| 20 مايو 2017  | جائزة غاتينو الكبرى للدراجات 2017                               | الفائز في التصنيف العام                        |
| 27 يونيو 2017 | سباق الطريق ضد الساعة للسيدات في بطولة كندا لسباق الدراجات 2017 |                                                |
| 21 يونيو 2018 | سباق الطريق ضد الساعة للسيدات في بطولة كندا لسباق الدراجات 2018 | الفائز في التصنيف العام                        |
| 11 مايو 2019  | Rochester Twilight Criterium Women 2019                         |                                                |
| 06 يونيو 2019 | جائزة غاتينو الكبرى للدراجات 2019                               | الفائز في التصنيف العام                        |
| 28 يونيو 2019 | سباق الطريق ضد الساعة للسيدات في بطولة كندا لسباق الدراجات 2019 | الفائز في التصنيف العام                        |
| 29 يونيو 2019 | سباق الطريق للسيدات في بطولة كندا لسباق الدراجات 2019           |                                                |
| 19 يناير 2020 | طواف سانتوس للسيدات 2020                                        | الأول في تصنيف النقاط، السادس في التصنيف العام |

## روابط خارجية
- ليا كيرشمان على موقع الاتحاد الدولي للدراجات (الإنجليزية)
- ليا كيرشمان على موقع أرشيف الدراجات (الإنجليزية)
- ليا كيرشمان على موقع إحصائيات الدراجات الإحترافية (الإنجليزية)
- ليا كيرشمان على موقع نسبة الدراجات (الإنجليزية)
- ليا كيرشمان على موقع CycleBase (الإنجليزية)
- ليا كيرشمان على موقع CyclingDatabase.com (مؤرشف) (الإنجليزية)
- ليا كيرشمان على موقع اللجنة الأولمبية الدولية (الإنجليزية)
- ليا كيرشمان على موقع أوليمبيديا (الإنجليزية)
- ليا كيرشمان على موقع اللجنة الأولمبية الكندية (الإنجليزية)
- ليا كيرشمان على موقع اتحاد ألعاب الكومنولث (مؤرشف) (الإنجليزية)